# Daniël Lippens
Daniël Lippens (Amsterdam, 19 december 1988) is een Nederlandse radio-dj op NPO Radio 2. Sinds september 2024 presenteert hij daar zijn radioprogramma Hallo Met Daniel. Eerst op werkdagen (maandag tot en met donderdag) in de avond van 20:00 tot 22:00 uur, daarna vanaf vrijdag 3 januari 2025 (start nieuwe programmering NPO Radio 2) in het weekeinde (vrijdag tot en met zondag) tussen 14:00 en 16:00 uur. Lippens is eveneens Twitch-livestreamer en verzorgt voice-overs.

## Radio

### Opleiding en start carrière
Lippens begon zijn loopbaan in 2006 bij het BNN talentenprogramma Coolcast, en maakte incidenteel programma's in de nacht op 3FM. Vanaf 2007 maakte hij verschillende programma's voor SLAM!FM. 
Eerst presenteerde hij tussen 14:00 en 17:00 uur het middagprogramma The beat goes on, maar later viel hij standaard in voor Mark Labrands Markplein. Later kreeg Lippens zijn eigen programma tussen 22:00 en 01:00 uur van maandag tot en met donderdagavond, getiteld Hits@Nite. Dit programma werd naderhand met een uur ingekort. Op 29 januari 2009 maakte Lippens zijn laatste programma op de zender, in verband met bezuinigingen bij SLAM!FM. Hits@Nite werd overgenomen door Ivo van Breukelen.
Op 30 januari 2009 werd bekend dat Lippens aan de slag ging als radio-dj bij de publieke radiozender 3FM. Hij maakte vanaf 1 februari 2009 voor de omroep BNN elke maandagochtend het programma Daniel, tussen 01:00 en 04:00 uur. Vanaf 7 maart 2009 presenteerde hij tevens op zaterdagavond van 22:00 tot 00:00 uur het programma Sense of Dance.

### Eerste terugkeer SLAM!
In augustus 2009 verliet Lippens 3FM. Hij maakte op 17 augustus dat jaar zijn laatste uitzending op de zender. Hij keerde terug naar SLAM!FM, om van Martijn La Grouw het programma SLAM!KICKS over te nemen. Dit programma was van maandag tot en met donderdag te beluisteren op deze zender, tussen 19:00 en 22:00 uur. Later werd het vervangen door De Avondploeg, dat hij maakte samen met Ivo van Breukelen.
Lippens ruilde per 6 januari 2014 SLAM!FM in voor De Avondploeg op Radio 538, van maandag tot en met donderdag tussen 21:00 en 00:00 uur. Door het vertrek van Barry Paf in 2016 bij Radio 538 kreeg Ivo van Breukelen (met wie hij samen De Avondploeg maakte) het tijdslot van Paf. Daardoor viel er een gat in de programmering op de zondagavond dat Lippens mocht opvullen. In juli 2017 verruilde Martijn Biemans Radio 538 voor Qmusic. Daardoor begon Van Breukelen in augustus 2017 het programma Trending Tracks, wat het einde van De Avondploeg betekende. Lippens presenteerde vanaf oktober 2017 een eigen programma op de late avond.
Met ingang van 26 maart 2018 was Lippens maandag tot en met donderdag te horen van 22:00 tot 00:00 uur. In de vernieuwde vorm van zijn show ontving hij een of twee keer in de week een bekende Nederlander, als medepresentator. Ook was Lippens nog steeds op de zondagavond van 21:00 uur tot 00:00 uur te horen. Vanaf 1 juli 2018 presenteerde Lippens zijn programma tot 01:00 uur. Ook presenteerde hij sindsdien een programma op de vrijdagavond, van 23:00 uur tot 01:00 uur. Zijn weekendprogramma werd overgenomen door Igmar Felicia.

### Schorsing en podcast
Lippens werd op 1 december 2019 door zijn werkgever geschorst wegens roekeloos rijgedrag en het aanrijden van een fietser. Hij was op dat moment zijn autorit aan het livestreamen op Twitch. Tijdens deze schorsing maakte hij de vierdelige podcastserie Binnenspiegel over verkeersveiligheid. Op 9 december 2019 mocht Lippens weer terugkeren bij zijn radioshow.
Vanaf 24 augustus 2020 werden zijn tijdsloten, maandag tot en met donderdag van 22:00 tot 01:00 uur en zondag van 21:00 tot 00:00 uur overgenomen door Mart Meijer. Op vrijdagavond werden de uren alleen non-stop muziek gedraaid. Lippens kreeg een ander tijdslot, namelijk van maandag tot en met woensdag van 04:00 tot 06:00 uur en op zaterdag van 15:00 tot 18:00 uur. Hierdoor kreeg hij minder radio-uren per week.

### Terugkeer SLAM!
Vanaf 4 januari 2021 was Lippens wederom te horen op SLAM! samen met Erik-Jan Rosendahl en Julia Maan. Zij maakten een radioprogramma op maandag tot en met donderdag van 16:00 tot 19:00 uur, genaamd Het Middagcircus (voorheen Het Avondcircus). Hiermee vervingen ze Anoûl Hendriks, Tom van der Weerd en Bram Krikke. Ook presenteerde Lippens elke zaterdag van 18:00 tot 20:00 uur de SLAM! WKNDMX, gemixt door Martin Pieters.
In 2020 verzorgde Lippens de uitreiking van de Dutch Stream Awards, terwijl hij in 2021 en 2022 de presentator was van de uitreiking.

### Start bij NPO Radio 2
In augustus 2024 werd bekendgemaakt dat Lippens de overstap maakt van SLAM! naar BNNVARA en NPO Radio 2. Daar presenteerde hij vanaf maandag 9 september van maandag tot en met donderdagavond tussen 20:00 en 22:00 uur het radioprogramma Hallo met Daniel. Ook is Lippens regelmatig als invaller op NPO Radio 2 te horen. 
De programmering werd gewijzigd vanaf 1 januari 2025, waarna zijn programma Hallo met Daniël per 3 januari 2025 verhuisde naar het tijdslot 14:00 tot 16:00 uur op vrijdag, zaterdag en zondag. Lippens vormt sinds 2025, samen met Roelof de Vries, het vaste vervang-duo voor de ochtendshow Jan-Willem Start Op!.
In december 2024 maakte Lippens tevens deel uit van het dj-team voor de jaarlijkse  NPO Radio 2 Top 2000. Hij presenteerde het tijdslot 2:00 - 4:00 uur.

## Online

### Twitch
Lippens is sinds begin 2019 actief op het streamingplatform Twitch. Op dit platform is hij ook presentator van "Daniel's Twitch Talkshow", in deze talkshow bespreekt hij met zijn gasten (mede-streamers) algemeen nieuws, gamenieuws en de gang van zaken op Twitch. Buiten dit format streamt Lippens het spelen van games, praat hij met zijn "livechat" en gaat hij naar buiten waar hij "In-Real-Life" streams maakt. In een van zijn "IRL" streams raakte Lippens in opspraak na het aanrijden van een fietser.

### Youtube
Lippens heeft zijn eigen YouTube-kanaal onder dezelfde naam. Elke week publiceert hij de opname van zijn talkshow hierop. Daarnaast doet Lippens mee aan het zevende seizoen van Legends of Gaming NL, behorend tot de startende acht deelnemers. Hij was de tweede afvaller van het toernooi. Bovendien deed hij mee aan For The Win: Masked" als een van de Masks.

### E-sports
Lippens maakte op 16 oktober 2020 zijn debuut in de E-sport-competitie "Twitch Rivals", Hij nam hieraan deel met Team "50 Shades of Pog" in het kwalificatietoernooi van "Twitch Rivals: Fall Guys Fridays". Dit deed hij samen met Rick Broers (bekend van SerpentGameplay), Sarah Verhoeven (bekend als Saar) en Denzel Banen (Bekend van D3nad3n). Lippens eindigde als 14e en wist zich niet te plaatsen voor het hoofdtoernooi.

#### StreamDoctors
In 2019 richtte Lippens het bedrijf StreamDoctors op. Het bedrijf verzorgt livestreams voor grote bedrijven als Red Bull, Amazon en IKEA.

## Voice-over
Lippens verzorgde vanaf 2014 de voice-over van Roadtrippers en andere series op het YouTube-kanaal StukTV, zoals Het Jachtseizoen, De Kluis, Huis op stelten, De Horrornacht, Puberende Bejaarden, De Drop, De Stilste Show en Opgesloten.
| (YouTube-)serie | Jaren      | Opmerking                                                 |
| --------------- | ---------- | --------------------------------------------------------- |
| Roadtrippers    | 2014–heden | YouTube (2014–heden) Veronica TV (2014) RTL 5 (2015–2016) |
| StukTV          | 2016–heden | Diverse series op het YouTube kanaal van StukTV.          |

## Privé
Lippens heeft een relatie met NOS nieuwslezeres (o.a. op NPO Radio 2) Susan de Vries. Op 14 september 2022 kregen zij samen een zoon.
Huidige: · Annemieke Schollaardt · Bart Arens · Carolien Borgers · Evelien de Bruijn · Corné Klijn · Daniël Lippens · Desiree van der Heiden · Dolf Jansen · Eddy Keur · Emmely de Wilt · Evert Duipmans · Jan-Willem Roodbeen · Jeroen Kijk in de Vegte · Jeroen van Inkel · Leo Blokhuis · Martine ten Klooster · Morad El Ouakili · Paul Rabbering · Ruud de Wild · Shay Kreuger ·Tannaz Hajeby · Thomas Hekker · Willemijn Veenhoven
Voormalige: Alfred van de Wege · Andrew Makkinga · Bert Haandrikman · Bert Kranenbarg · Cees van Zijtveld · Cielke Sijben · Daniël Dekker · Edwin Diergaarde · Felix Meurders · Ferry Maat · Frank du Mosch · Frits Sissing · Frits Spits · Gerard Ekdom · Giel Beelen · Gijs Staverman · Hans Schiffers · Henk van Steeg · Jan Paul Grootentraast · Jasper de Vries · Jeanne Kooijmans · Jeroen Mulder · Jetske van Staa · Jurgen van den Berg · Karel van Cooten · Kasper Kooij · Kimberley Dekker · Malou Holshuijsen · Marc Adriani · Marisa Heutink · Mart Smeets · Miranda van Holland · One'sy Muller · Peter Schuiten · Peter van Bruggen · Rick van Velthuysen · Rob Stenders · Roeland van Zeijst · Ron Stoeltie · Rutger Radstaake · Ruud Hermans · Sander de Heer · Sander Guis · Sara Kroos · Simone Walraven · Ted de Braak · Thijs Maalderink · Thomas van Vliet · Timur Perlin · Toine van Peperstraten · Tom Mulder · Will Luikinga · Yora Rienstra· Wouter van der Goes· Frank van 't Hof · Stefan Stasse  ·